# アンドレア・トゥルー
アンドレア・トゥルー（Andrea True、1943年7月26日 - 2011年11月7日）は、アメリカ合衆国の歌手・ポルノ女優。本名アンドレア・マリー・トゥルーデン（Andrea Marie Truden）。1976年にアンドレア・トゥルー・コネクション（Andrea True Connection）名義で発表したディスコソング「モア・モア・モア」(More, More, More)の大ヒットで知られる。

## 経歴
テネシー州ナッシュビルに生まれる。地元のカトリック教区にある聖セシリア・アカデミーの寄宿舎で厳格な少女時代を過ごした。1968年に映画スターになることを夢見てニューヨークに出るが、役者としては芽が出ずポルノ女優の道を選ぶ。1972年から1976年まで50作以上のポルノ映画に出演した。
その間の1975年にジャマイカへ渡り、現地の不動産会社のCMに出演するが、当時のジャマイカでは国外への外貨持ち出しが禁止されていたため、ギャラを持って帰国できないトラブルに見舞われる。同国が米国から受けた経済制裁に対する報復措置によるものであった。そこでアンドレアは、現金の代わりにジャマイカでレコーディングしたマスターテープであれば、米国に待ち帰りが可能であるとアイデアを搾り出し、友人の音楽プロデューサー・グレッグ・ダイアモンドに連絡を取る。すぐさま原曲を書き上げたグレッグは、ニューヨークでインストゥルメンタルを録音するとジャマイカへ向かい、そこでアンドレアと作詞した歌や現地ミュージシャンの演奏をトラックに加え、編曲・レコーディングを終えた。アンドレアとグレッグが持ち帰ったマスターテープは、さらにディスコ・ミックスのカリスマ・トム・モールトンの目に留まり、彼によってミキシングが施された12インチシングル盤が完成、1976年1月にリリースされた。こうして生まれたディスコソング「モア・モア・モア」は、ポップ・チャートで全米4位を記録するなど大ヒットとなった。なお、同曲はサマンサ・フォックス（1993年）、バナナラマ（1993年）、レイチェル・スティーヴンス（2004年）、ダニー・ミノーグ（2008年）などによって、幾度となくカバーされ歌い継がれている。
ところがアンドレアは、3枚目のアルバムを出したあと喉に腫瘍ができ、手術を受けるが完治せず歌手活動を断念している。その後はニューヨークを去ってフロリダへ移り住み、占星術や薬物依存症のカウンセリングに携わるなどして過ごしたが、2011年11月7日、ニューヨーク州キングストンの病院で死去した。満68歳没。

## ディスコグラフィー
- More, More, More（英語版）（1976年）
- White Witch（英語版）（1977年）
- War Machiney（英語版）（1980年）